# Jesper Harryson
Jesper Harryson född 27 september 1967 är en svensk oboist.
Jesper Harryson är solo-oboist i Kungliga Filharmoniska Orkestern i Stockholm. Med filharmonikerna har han spelat oboekonserter av Mozart och Rickard Strauss. Han är medlem i Stockholm Sinfonietta och Kungliga Filharmonikernas Blåsarkvintett, samt undervisar vid kammarmusik - workshopen Music for Masters i Kasuza i Japan. 1988 vann han en nordisk tävling för oboister i Odense och har även fått pris i internationella tävlingar i Tyskland och Storbritannien. 1997 mottog han utmärkelsen "Årets filharmoniker". Sedan hösten 2020 undervisar han i Oboe på Södra Latin Gymnasium på den 3-åriga spetsutbildningen i musik.